# Bagolaro di suor Clara Andreu
Il bagolaro di suor Clara Andreu (in catalano lledoner de sor Clara Andreu) è un monumentale bagolaro situato a Inca (Isole Baleari, Spagna). È intitolato a suor Clara Andreu, una religiosa dell'Ordine di San Girolamo morta in odore di santità nel 1621 e per la quale è in corso il processo di canonizzazione.

## Collocazione e caratteristiche

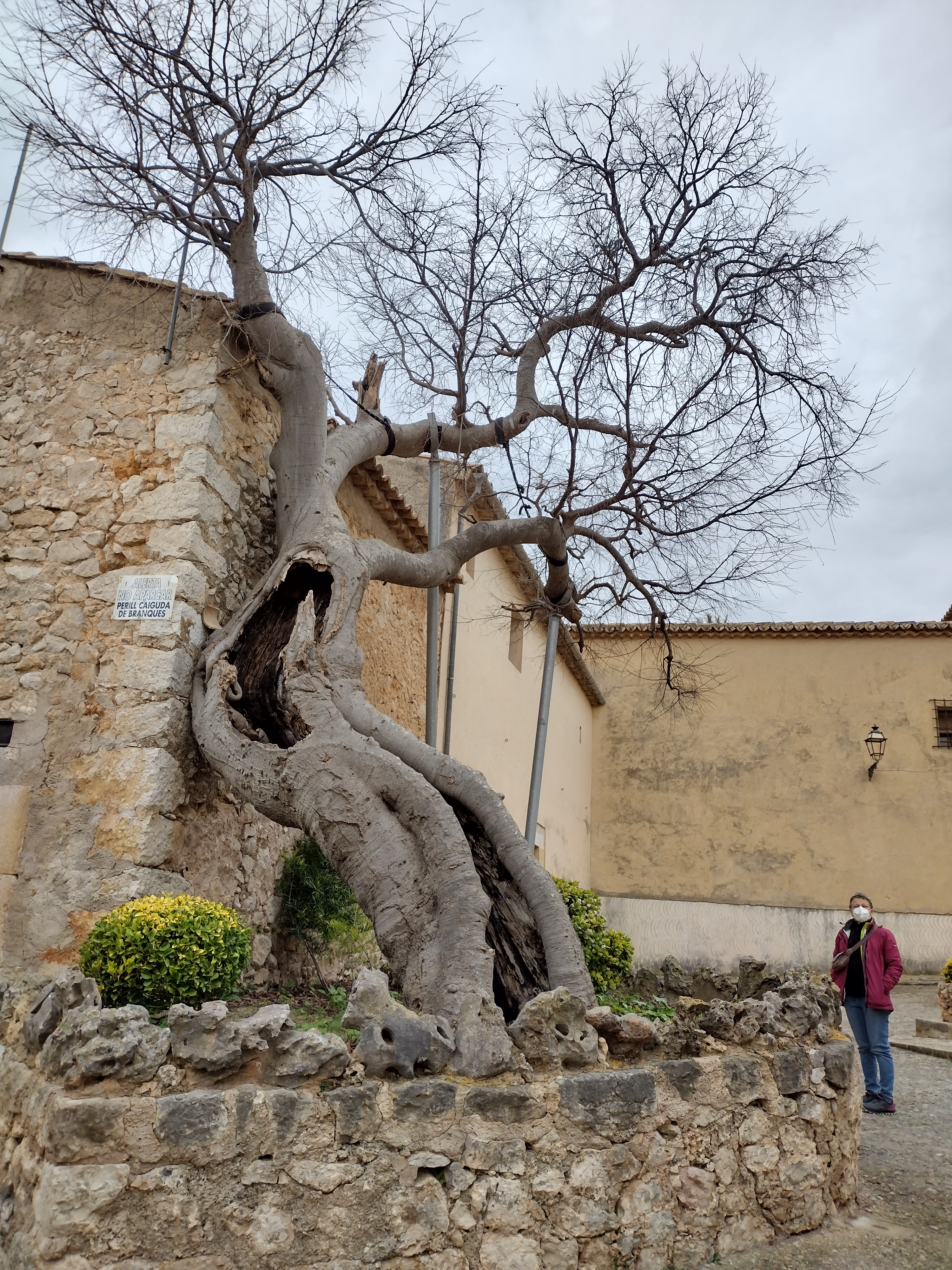
L'albero nel 2022 a inizio marzo

L'albero si trova presso l'ingresso del convento di San Bartolomeo, dell'Ordine di San Girolamo, e la documentazione storica attesta come nel 1604 esso fosse già a dimora. È alto circa 10 metri e il suo tronco ha un diametro di un metro. Durante la crescita il fusto è stato indebolito da un foro e si è a poco a poco piegato fino ad appoggiarsi sul muro di cinta del convento e alcuni dei suoi rami hanno dovuto essere sostenuti da pali in metallo. Nonostante ciò l'albero godeva di buona salute e fruttificava abbondantemente tutti gli anni. Nel 2009, anche a causa della forti piogge, uno dei suoi rami principali crollò al suolo facendo perdere alla pianta buona parte della propria massa legnosa e del fogliame. Grazie all'intervento di tecnici specializzati l'albero venne però potato e messo in sicurezza.

## Storia

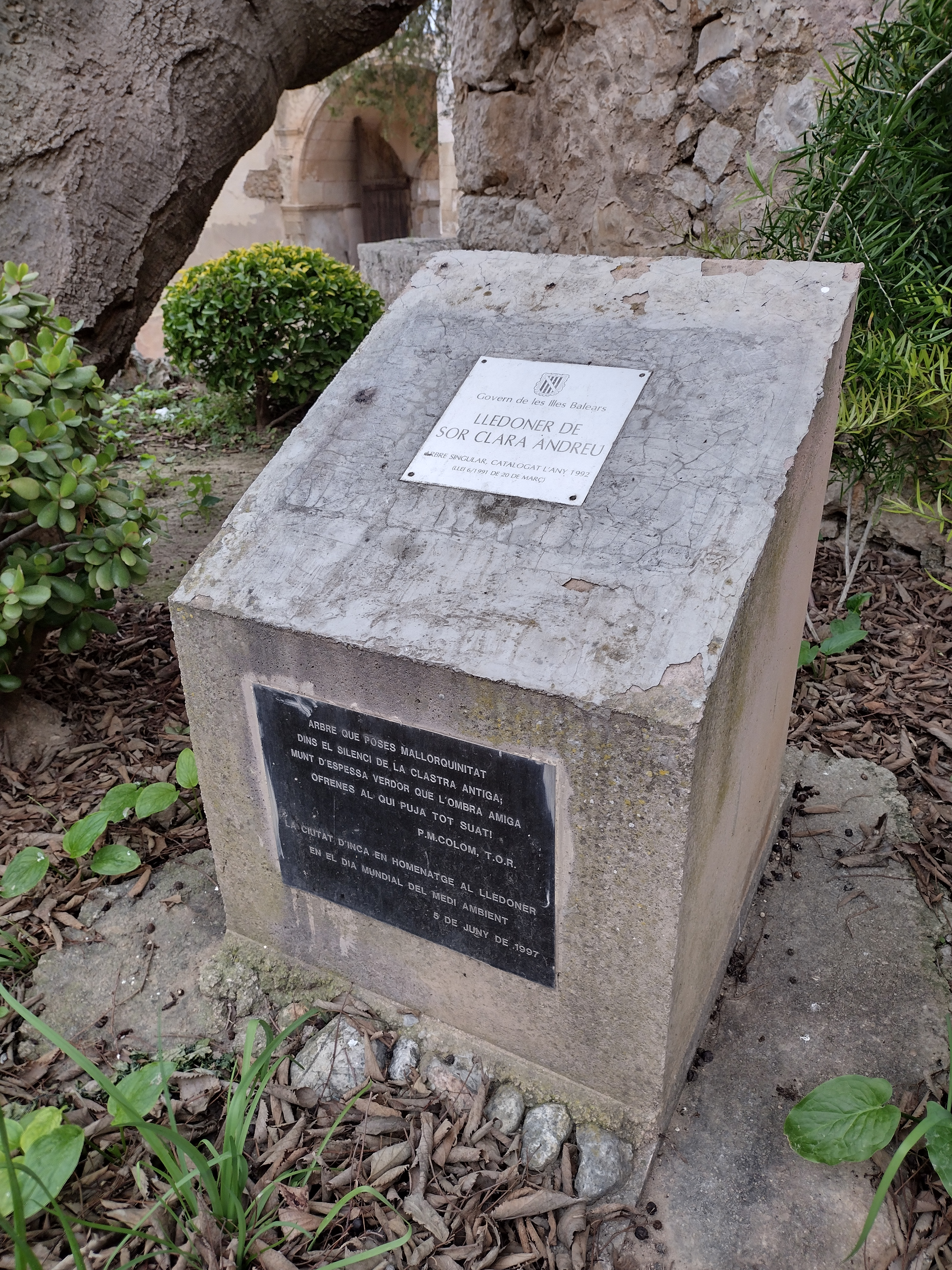
Il cippo identificativo alla base dell'albero

Stando al registro del convento il bagolaro era già presente nel chiostro nel 1604, anno nel quale la religiosa Clara Andreu fece il suo ingresso a Sant Bartolomeu. La giovane doveva avere una relazione particolare con l'albero perché dopo la sua morte, avvenuta nel 1628 in odore di santità, il bagolaro venne considerato alla stregua di una vera e propria reliquia della donna. L'esemplare venne catalogato l'11 giugno 1993 ed è oggi inserito nel registro degli Arbres Singulars (Alberi singolari) gestito dal Servei de Protecció d'Espècies del Governo delle Isole Baleari.